# Таксі 3
«Таксі́ 3» (фр. Taxi 3) — комедійний бойовик 2003 року режисера Жерара Кравчика, третій фільм у серії після Таксі (1998) і Таксі 2 (2000). Наступними фільмами стали Таксі 4 (2007) і Таксі 5 (2018).

## Сюжет
Назад до Марселя — місто поліцейських і одного конкретного таксі, які відроджують активний сезон. 
У таксі до Даніеля сідає таємний агент який тікає від переслідування і просить доставити його до аеропорту за 15 хвилин.
Поліцейський Емільєн зайнятий тим, що шукає банду Санта-Клаусів, які пограбують банки в Марселі. Він навіть не помічає, що його дружина Петра чекає на дитину, хоча вона щосили намагається натякнути йому.
Лілі, дівчина Даніеля, уникає нього, звинувачуючи в тому, що він весь час проводить з автомобілем. На ранок Даніель знаходить у ванній позитивний тест і розуміє, що Лілі вагітна.
Справи з упійманням бандитів у Емільєна спершу складаються невдало: він заарештовує свого начальника комісара Жибера, взявши його за злочинця, коли той намагався впровадитись у ту саму банду. Через деякий час до комісару приходить китайська «журналістка» Кіу та зачаровує його. Протягом наступних кількох днів у її обов'язках писати розповідь про марсельську поліцію. Скориставшись довірливістю Жибера, вона завантажує з поліцейського комп'ютера всі імена, паролі та явки, поки Жибер спить після зробленого китаянкою масажу.
Тим часом Емільєн за допомогою Даніеля знаходить справжніх грабіжників, але одразу потрапляє до них у полон. Там і з'ясовується, що красуня-китаянка Кіу — ватажок банди Санта-Клаусів. Дівчина починає допитувати Емільєна, а коли той навідріз відмовляється говорити — катує його. Після кількох годин «тортур» з Емільєном вона повертається в поліцейську дільницю, де Жибер, дізнавшись про місцезнаходження злочинців, оголошує план захоплення. Кіу вмовляє його взяти її із собою. Після недовгих вагань комісар погоджується. Коли Жибер розповідає їй план захоплення, вона дзвонить з мобільного телефону Емільєна одному із Санта-Клаусів і китайською мовою пояснює, що потрібно змінити план дій. Бандитам вдається втекти, а китаянка під час галасу сідає в поліцейську машину і їде. Це зауважує Даніель, який їде за нею до великого ангара. Там знаходяться змучений оральними ласками Емільєн та люди з банди Кіу. Кіу пояснює поліцейському, що через 5 хвилин його розплющить багатотонним каменем, підвішеним до даху ангара, і їде разом із Санта-Клаусами. Даніелю вдається вчасно врятувати Емільєна, і вони переслідують злочинців у засніжених горах Швейцарії, використовуючи таксі з його навороченими примочками, як снігохід. У результаті грабіжників нарешті вдається зловити завдяки спецназу генерала Бартіно.
Емільєн з Даніелем приїжджають до пологового будинку, де народжує Петра. Даніель пропонує Лілі одружитись. Останнім показують посинілого Жибера, який при затриманні злочинців примудрився потрапити в крижану ополонку.

## У головних ролях
- Самі Насері — Данієль
- Фредерік Діфенталь — Емільєн
- Бернар Фарсі — комісар Жибер
- Едуар Монтут — Алан
- Маріон Котіяр — Лілі
- Емма Сьоберг — Петра
- Бай Лін — Кіу
- Жан-Крістоф Буве — генерал Едмон Бартіно
- Жерар Кравчик — патрульний

## Саундтрек
1. Making Off — Dadoo
2. Qu'Est-C'Tu Fous Cette Nuit? — Busta Flex & Humphrey
3. Match Nul — Éloquence & Kayliah
4. Les Rues De Ma Vie — Booba & Nessbeal
5. Plus Vite Que Jamais — Lara
6. Where'S Yours At? — Pharrell Williams & Rohff
7. 10 Minutes Chrono — 113
8. Vivre Sans Ça — China Moses, Dadoo & Diam's
9. Gotta Drive — Ärsenik & Lara
10. Tarif C — Oxmo Puccino
11. L'Allumage — Willy Denzey
12. J'Accélère — Pit Baccardi
13. Profite — Costello
14. Laissez-Nous Vivre — Corneille
15. P'Tite Sœur — Dadoo & Leslie
16. Trouble — Intouchable & OGB
17. Find My Way — N.E.R.D
18. Love — Lynnsha & Soundkail
19. Du Spy Dans L'Air — Doc Gynéco
20. Hymne à la Liberté — Nikólaos Mántzaros
21. Kutmarokkanen — Raymzter

## Цікаві факти

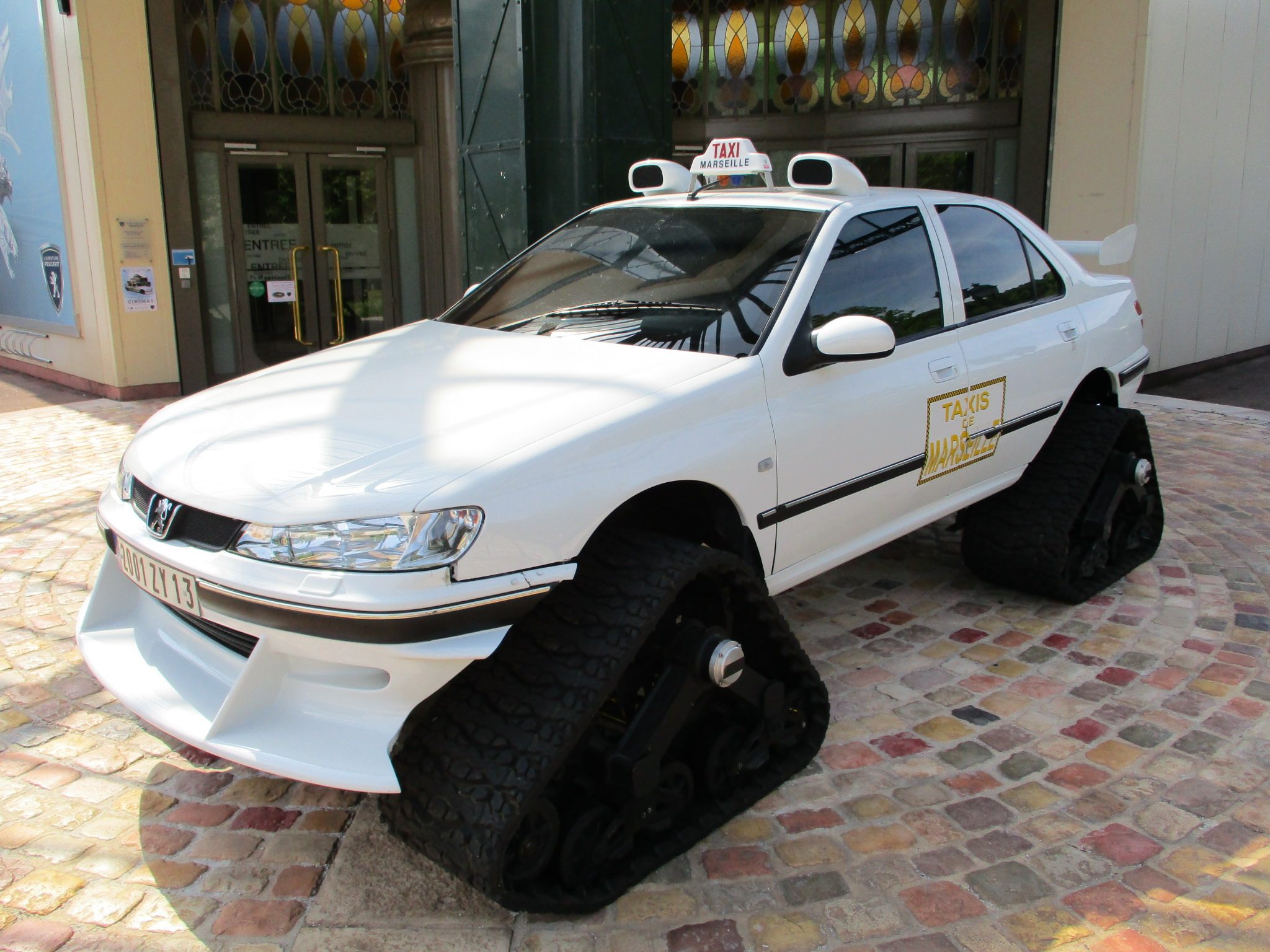
Модифікований Peugeot 406 для снігу.

- У фільмі в камео знявся Сільвестер Сталлоне, в ролі пасажира таксі на початку фільму. Його дублював інший актор, оскільки він не вміє говорити французькою.
- Поліцейський автомобіль на початку фільму — Mitsubishi Lancer EVO VII.